# O’Brien-Denkmal

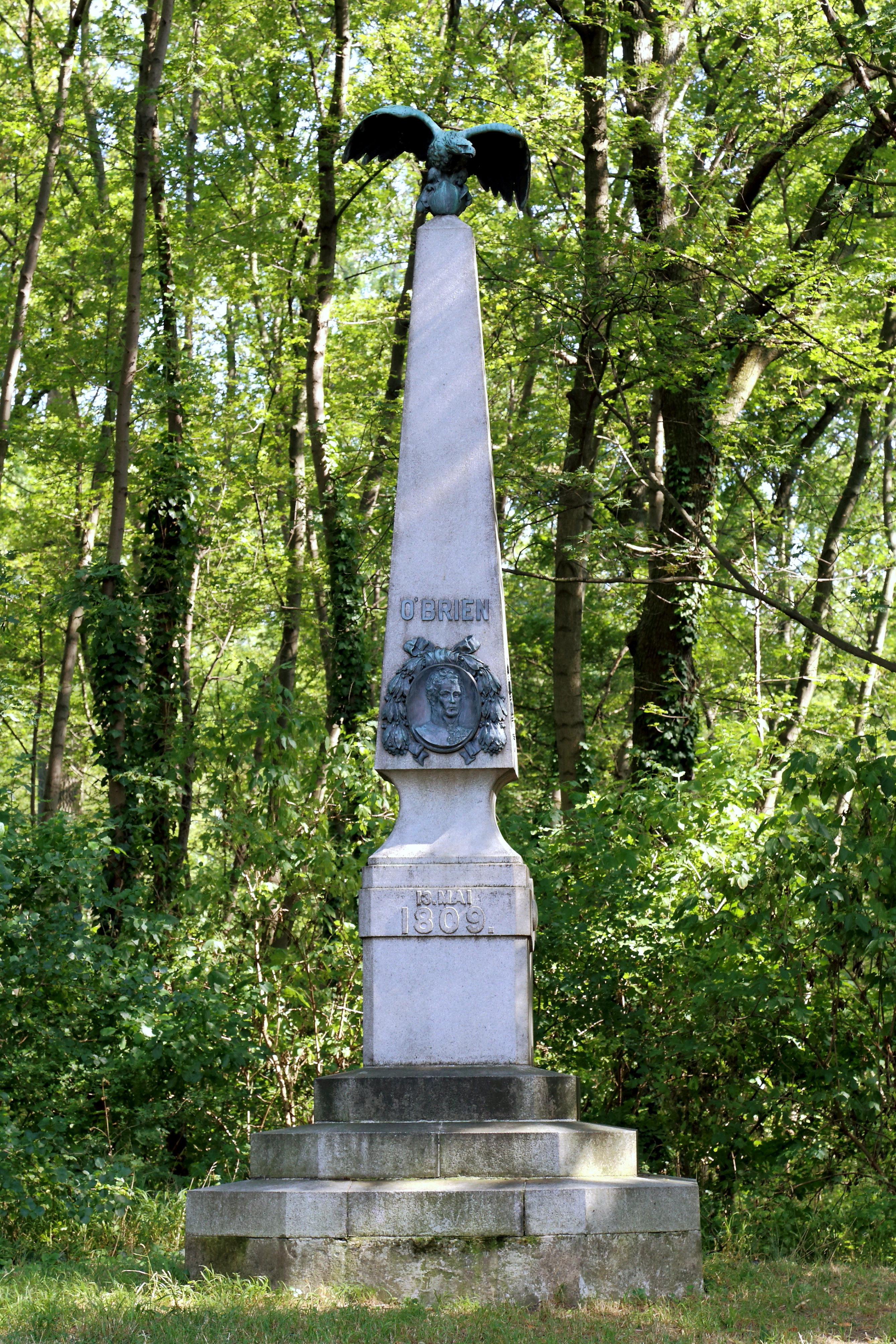
O’Brien-Denkmal

Das O’Brien-Denkmal ist ein Denkmal zu Ehren des Generalmajors Johann Freiherr von O’Brien. Es wurde 1909 errichtet und befindet sich gegenüber der Überfuhrstraße 15–17 am nördlichen Rand des Auparks in der Schwarzen Lackenau (einem Bezirksteil des 21. Wiener Gemeindebezirks Floridsdorf) nahe der Grenze zum Bezirksteil Jedlesee.
Das Denkmal steht unter Denkmalschutz und wird auch als Kunstwerk im öffentlichen Raum geführt.

## Historischer Hintergrund
Im Vorfeld der Schlacht bei Aspern versuchten die Franzosen bei Nußdorf die Donau zu übersetzen und hatten dazu bereits am gegenüberliegenden Ufer auf Höhe der Schwarzen Lackenau einen improvisierten Brückenkopf gebildet. O’Brien gelang es in führender Rolle am 13. Mai 1809 die Franzosen beim improvisierten Brückenkopf zu schlagen. Dadurch konnten Napoleons Truppen erst Tage später die Donau übersetzen (am 20. Mai auf Höhe von Aspern) und dies wiederum ermöglichte eine geordnete Aufstellung des österreichischen Heeres.
Anlässlich der Jahrhundertfeier der Franzosenkämpfe in der Schwarzlackenau gab der Verschönerungsverein Jedlesee ein Denkmal in Auftrag, dessen Enthüllung am 17. Juni 1909 stattfand.

## Beschreibung
Auf einem dreistufigen Sockel ist ein rund fünf Meter hoher Obelisk aufgesetzt. Auf diesem thront ein bronzener Adler mit ausgebreiteten Schwingen, der in den Klauen den Reichsapfel hält. An der Vorderseite des Obelisken ist ein bronzenes Porträtrelief von Johann Freiherr von O’Brien angebracht, das von Lorbeerzweigen umrankt und mit A. Weinguni sen. signiert ist. An der linken und rechten Seite des Obelisken befindet sich je ein bronzenes Inschriftenmedaillon. Links mit der Inschrift „den siegreichen Verteidigern der Schwarzlackenau und ihrem heldenmütigen Führer“ und rechts mit der Inschrift „zur Jahrhundertfeier in Treu und Ehren der Verschönerungsverein Jedlesee“. Weiters sind links- und rechtsseitig am Fuß des Obelisk noch je eine rechteckige Bronzetafel mit den Inschriften „Renoviert 2.X.1932 / Hesserbund“ sowie „Renoviert zum 150. Gedenktag / Mai 1959 / die letzten Hesser“ angebracht.